# Whole World Is Watching
«Whole World Is Watching» — песня нидерландской симфоник-метал-группой Within Temptation для их шестого альбома, Hydra. Была выпущена в Польше 22 января 2014 как третий сингл с альбома, в остальном мире — 21 февраля. В записи песни участвовал приглашённый вокалист Дэйв Пирнер из Soul Asylum и польский рок-музыкант Пётр Рогуцкий из группы Coma для польской версии Hydra.
Презентация песни на польском национальном радио состоялась 10 января 2014 года, а в Нидерландах и Бельгии она была представлена 15 января 2014 года. В Великобритании песня ротировалась на BBC Radio 2 6 июня на шоу Кена Брюса.

## История создания
По словам музыкальных критиков и вокалистки Шарон ден Адель, песня является самой медленной на альбоме Hydra. Прежде чем песня была завершена, группа заранее пригласила Дэйва Пирнера для записи его «удивительного» голоса, превратив задуманное в окончательный релиз, поскольку трек группа видела именно так. Песня впервые ротировалась на польском национальном радио в программе Polskie Radio Program III. Польская версия включала вокал именно с Петром Рогуцким, а не с Пирнером. 15 января 2014 года была также выпущена основная версия с вокалом Дэйва Пирнера и ротирована на нидерландском и бельгийском радио Q-music. Тизер-трейлер музыкального видео был выпущен 24 января 2014 года, а сам клип был выпущен 31 января 2014 года, в день выхода самого альбома.
Шарон ден Адель рассказывает о тексте песни:

«Whole World Is Watching» — это песня о неудачах. Иногда, случается так, что неудачи возвращаются в твою жизнь, и эти неудачи становятся такими, что превращаются в глобальные проблемы, и ты чувствуешь, что каждый был осведомлён о твоих проблемах — это может быть физическая проблема, моральная, болезнь или что-то иное, и ты с ней борешься, а окружающие наблюдают и мысленно поддерживают тебя, и настанет момент, когда вы воспрянете духом и преодолеете эти проблемы. Это позитивное чувство, чувство полноценности, как будто каждый, кто наблюдает за тобой, ждёт когда ты пересечешь уже финишную черту. Наконец, бег останавливается, и ты преодолеваешь все жизненные трудности. Эта песня, как раз об этом. Это чувство мы и хотим передать. Если вы за что-то боритесь и тяжело трудитесь, то эта песня как раз об этом, и слушая её, вы с каждым днём приближаете момент, когда всё придёт в порядок, а желания сбудутся.

## Список композиций
| №  | Название                                                | Длительность |
| -- | ------------------------------------------------------- | ------------ |
| 1. | «Whole World Is Watching» (совместно с Дэйвом Пирнером) | 4:03         |
| 2. | «Whole World Is Watching» (совместно с Петром Рогуцким) | 4:01         |
| 3. | «Keep on Breathing» (demo version)                      | 3:02         |
| 4. | «One of Those Days» (demo version)                      | 2:31         |

| №  | Название                                                | Длительность |
| -- | ------------------------------------------------------- | ------------ |
| 1. | «Whole World Is Watching» (совместно с Петром Рогуцким) | 4:01         |

## Позиция в чартах
| Чарт (2014)                                | Высшая позиция |
| ------------------------------------------ | -------------- |
| Бельгия/Фландрия (Ultratip Bubbling Under) | 9              |
| Польша (Polish Airplay Top 100)            | 16             |